# Marcel Boogmans
Marcel Boogmans né le 2 décembre 1904 à Koekelberg et mort le 4 décembre 1976 dans le comté de Dade en Floride est un coureur cycliste belge, coureur de course de six jours. Il court avec son frère René Boogmans.
Il est le beau-frère de Piet van Kempen, époux de sa sœur Fien Boogmans,,.

## Biographie
En 1925, il court les Six jours de Paris, associé à Frédérickx et termine quatrième,,.
En novembre 1928, il prend le départ des Six jours de Chicago, chute et se casse la clavicule.
En 1933, il prend le départ du premier Tour du Canada.

## Palmarès
- 1922
  - 3e aux Championnats de Belgique de cyclisme sur piste vitesse amateurs
- 1928
  - 3e aux Six jours de New York avec Alfonso Zucchetti
- 1930
  - 3e aux Six jours de Montréal avec Laurent Gadou